# واختانگ بالاوادزه
واختانگ بالاوادزه (زادهٔ ۲۰ نوامبر ۱۹۲۷ - درگذشتهٔ ۲۵ ژوئیه ۲۰۱۸) کشتی‌گیر پیشین گرجستانی بود که در بازی‌های المپیک تابستانی ۱۹۵۶ و بازی‌های المپیک تابستانی ۱۹۶۰ شرکت داشت. او همچنین قهرمان جهان در مسابقات قهرمانی جهان ۱۹۵۴ و ۱۹۵۷ و نیز برندهٔ نشان نقره در مسابقات ۱۹۵۹ در تهران شد. او در رقابت پایانی مسابقات ۱۹۵۹ با ضربه فنی از امامعلی حبیبی شکست خورد. همچنین در سال ۱۹۵۴ در مسابقات قهرمانی جهان در ژاپن محمدعلی فردین را شکست داد. بالاوادزه از نام‌دارترین کشتی‌گیران نسل نخست شوروی در دههٔ ۱۹۵۰ میلادی بود.